# Wallis Simpson
Wallis Warfield (Blue Ridge Summit (Pennsylvania), 19 juni 1896 - Parijs, 24 april 1986), geboren als Bessie Wallis Warfield en tijdens haar tweede huwelijk bekend als Wallis Simpson, was een Amerikaans socialite. Koning Edward VIII van het Verenigd Koninkrijk trad af om met haar te kunnen trouwen. Voor Wallis was het haar derde en laatste huwelijk. Vanaf dat ze in het huwelijk trad met Edward was ze hertogin van Windsor. Die titel behield ze tot het eind van haar leven.

## Biografie
Wallis werd geboren in Pennsylvania en groeide op in Baltimore (Maryland). Ze trouwde in 1916 met de stevig drinkende marineofficier Earl Spencer jr. Van hem scheidde ze in 1927 om vervolgens de maîtresse te worden van de Brits-Amerikaanse zakenman Ernest Simpson. Deze scheidde vervolgens van zijn vrouw om met Wallis te kunnen trouwen. Samen gingen zij in Engeland wonen en via allerlei connecties werd zij al spoedig voorgesteld aan de Britse kroonprins Edward. Zij zou een relatie met hem aangaan. Het Britse hof volgde dit alles met argusogen. Er waren meerdere redenen waarom Simpson niet gewenst was als partner van de kroonprins: ze was niet van adel, getrouwd, al eens gescheiden en Amerikaanse. Ook de sadomasochistische trekjes die de relatie had, werden verworpen en er waren geruchten dat Simpson een Duitse spion zou zijn.

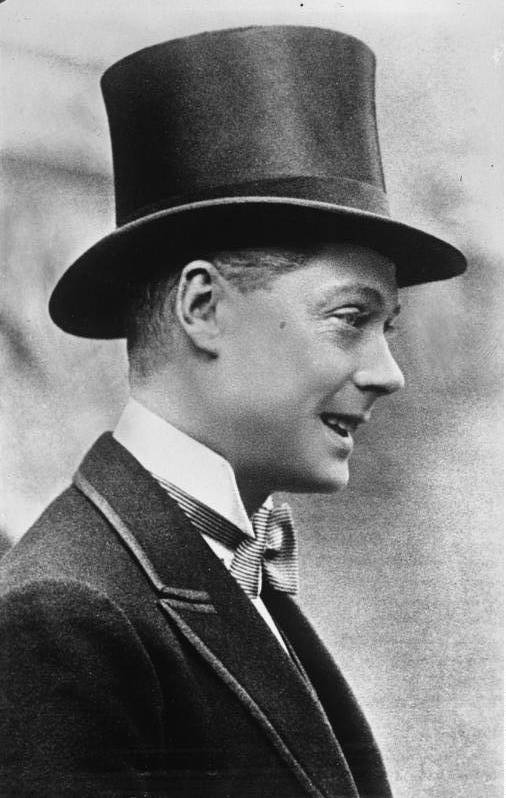
Edward als prins van Wales

Wallis scheidde in 1936 ook van haar tweede man. In datzelfde jaar volgde Edward zijn vader George V als koning op. Hij zou nog geen jaar koning blijven en niet gekroond worden. Zijn plannen om met Wallis te trouwen, vielen niet in goede aarde bij de koninklijke familie en al evenmin bij de regering onder leiding van Stanley Baldwin. Formeel was de eerste reden dat Wallis als echtgenote niet geaccepteerd werd, dat de Anglicaanse Kerk echtscheidingen niet erkende. De kerk stond om die reden niet toe dat een gescheiden persoon hertrouwde, zolang zijn of haar voormalig partner nog leefde. Aangezien beide ex-echtgenoten van Wallis nog in leven waren en de Koning van het Verenigd Koninkrijk het titulaire hoofd is van die kerk en het goede voorbeeld diende te geven, waren Britse regering en parlement van mening dat Edward niet met haar kon trouwen. Edward werd gedwongen te kiezen tussen het koningschap en Wallis - een compromis waarbij hij wel met haar zou trouwen, maar zij niet de titel van koningin kreeg en hun eventuele kinderen ook geen troonopvolger zouden zijn (zie morganatisch huwelijk), werd verworpen. Edward besloot daarop af te treden, omdat het hem zoals hij stelde onmogelijk was zijn taak te volbrengen "without the support of the woman I love".
Na zijn aftreden benoemde zijn broer, koning George VI, hem tot hertog van Windsor. Vanaf de huwelijkssluiting met Edward werd Wallis hertogin van Windsor. Het predicaat koninklijke hoogheid werd haar echter onthouden. Het paar woonde de meeste tijd daarna in Neuilly, nabij Parijs. Voor de Engelse koninklijke familie bleef de hertogin lange tijd persona non grata.
Toch zette ze enkele keren voet op Britse bodem. Zo bezochten de hertog en hertogin in 1965 Londen, omdat de hertog oogchirurgie moest ondergaan. Verder woonden beiden in 1967 in Engeland en namen zij ook deel aan een bijeenkomst ter gelegenheid van de onthulling van een herinneringsplaquette door koningin Elizabeth II van het Verenigd Koninkrijk. En in 1972 was het Britse hof samen met de hertogin aanwezig op de begrafenis van haar echtgenoot in Windsor. Er kwam toenadering tussen haar en de Britse koninklijke familie. Daarna ging het bergafwaarts met haar gezondheid.
- Bibsys: 98011754
- Biblioteca Nacional de España: XX914465
- Bibliothèque nationale de France: cb11996401m (data)
- CiNii: DA07103260
- Gemeinsame Normdatei: 11863366X
- International Standard Name Identifier: 0000 0003 6863 3456
- Library of Congress Control Number: n50000855
- National Archives and Records Administration: 10580490
- Bibliotheek van het Japanse parlement: 00621655
- Nationale Bibliotheek van Tsjechië: xx0105514
- Nationale bibliotheek van Australië: 36434239
- Nationale Bibliotheek van Israël: 987007599008005171
- Nationale Bibliotheek van Polen: a0000001921007
- Nederlandse Thesaurus van Auteursnamen: 070365849
- Réseau des bibliothèques de Suisse occidentale: 02-A005430970
- Istituto Centrale per il Catalogo Unico: CUBV163313
- LIBRIS: 351664
- SNAC: w6ws8w69
- Système universitaire de documentation: 027457737
- Trove: 1256356
- Union List of Artist Names: 500332070
- Virtual International Authority File: 24610698